# Ray Beckett
Pour les articles homonymes, voir Beckett.
Ray Beckett (né en 1951) est un ingénieur du son britannique.

## Filmographie (sélection)
- 1983 : Chaleur et Poussière (Heat and Dust) de James Ivory
- 1984 : Les Bostoniennes (The Bostonians) de James Ivory
- 1985 : Chambre avec vue (A Room With a View) de James Ivory
- 1988 : Le Repaire du ver blanc (The Lair of the White Worm) de Ken Russell
- 1993 : Raining Stones de Ken Loach
- 1994 : Ladybird de Ken Loach
- 1995 : Land and Freedom de Ken Loach
- 1996 : Carla's Song de Ken Loach
- 1998 : My Name Is Joe de Ken Loach
- 2000 : Esther Kahn d'Arnaud Desplechin
- 2000 : Bread and Roses de Ken Loach
- 2001 : The Navigators de Ken Loach
- 2002 : Sweet Sixteen de Ken Loach
- 2004 : Dear Wendy de Thomas Vinterberg
- 2004 : Just a Kiss (Ae Fond Kiss) de Ken Loach
- 2005 : Tickets de Ermanno Olmi, Ken Loach et Abbas Kiarostami
- 2006 : Le vent se lève (The Wind That Shakes the Barley) de Ken Loach
- 2007 : It's a Free World... de Ken Loach
- 2008 : Un été italien (Genova) de Michael Winterbottom
- 2008 : Démineurs (The Hurt Locker) de Kathryn Bigelow
- 2009 : Looking for Eric de Ken Loach
- 2010 : Route Irish de Ken Loach
- 2011 : Ennemis jurés (Coriolanus) de Ralph Fiennes
- 2012 : Zero Dark Thirty de Kathryn Bigelow
- 2012 : La Part des anges (The Angels' Share) de Ken Loach
- 2014 : The Riot Club de Lone Scherfig
- 2014 : Jimmy's Hall de Ken Loach
- 2014 : The Two Faces of January d'Hossein Amini
- 2016 : Moi, Daniel Blake (I, Daniel Blake) de Ken Loach

## Distinctions

### Récompenses
- Oscars 2010 : Oscar du meilleur mixage de son pour Démineurs
- BAFTA 2010 : British Academy Film Award du meilleur son pour Démineurs

### Nominations
- BAFTA 1987 : British Academy Film Award du meilleur son pour Chambre avec vue